# Parapilkhanivora nigra
Parapilkhanivora nigra är en stekelart som beskrevs av Farooqi och Menon 1973. Parapilkhanivora nigra ingår i släktet Parapilkhanivora och familjen fikonsteklar. Inga underarter finns listade i Catalogue of Life.